# لئوپولد (ویرجینیای غربی)
لئوپولد (به انگلیسی: Leopold) یک منطقهٔ مسکونی در ایالات متحده آمریکا است که در Doddridge County واقع شده‌است. لئوپولد ۲۵۲٫۹۹ متر بالاتر از سطح دریا واقع شده‌است.